# جنبش غزه آزاد

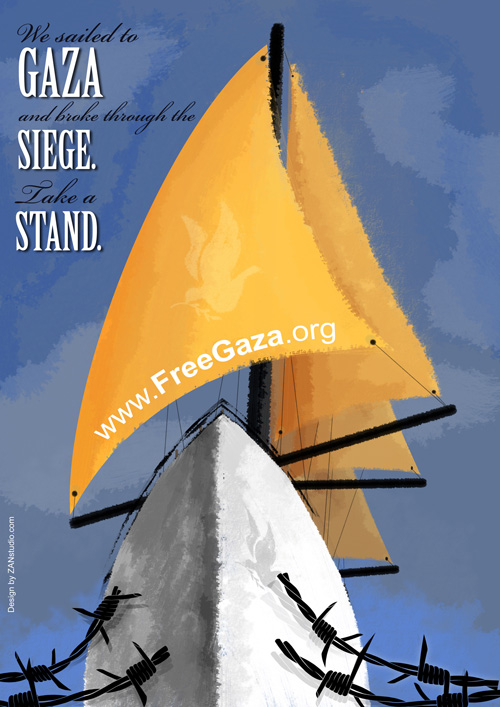
لوگو سازمان

جنبش غزه آزاد، یک سازمان حقوق بشری بین‌المللی است که با ائتلاف سازمان‌های حقوق‌بشری حامی فلسطین و فعالانی که قصد به‌اطلاع عموم رساندن محاصرهٔ باریکهٔ غزه توسط اسرائیل را داشتند، پس از انتخابات حماس و با سفر دریایی کشتی‌ها از یونان و قبرس به غزه شکل گرفت. این گروه بیش از ۷۰ تصدیق‌کننده از جمله دزموند توتو و نوآم چامسکی دارد.
از جملهٔ سازمان‌های مشارکت‌کننده در جنبش غزه آزاد، جنبش همبستگی بین‌المللی است.

## پیشنهاد کمک ایران
گرتا برلین یکی از رهبران گروه جنبش غزه آزاد می‌گوید ایران نیز به گروه جنبش غزه آزاد پیشنهاد ارسال کمک داده بود ولی این گروه این پیشنهاد را نپذیرفته است چون این گروه پیشنهاد ارسال کمک و حمایت از سوی «گروه‌ها و دولت‌های تندرو» را نمی‌پذیرد.